# (1893) Jakoba
(1893) Jakoba ist ein Asteroid des Hauptgürtels, der am 20. Oktober 1971 vom Schweizer Astronomen Paul Wild, vom Observatorium Zimmerwald der Universität Bern aus, entdeckt wurde.
Der Asteroid ist nach dem Schweizer Geologen und Großvater des Entdeckers, Jakob Oberholzer (1862–1939), benannt.